# Aximiomorfs
Els aximiomorfs (Axymyiomorpha) són un infraordre de dípters nematòcers que inclou una única família Axymyiidae, de la qual només es coneixen 6 espècies actuals en 3 gèneres, i 3 espècies fòssils.

## Gèneres i espècies
- Axymyia McAtee 1921
  - A. furcata McAtee 1921
  - A. japonica Ishida 1953
- Mesaxymyia Mamaev 1968
  - M. kerteszi (Duda), 1930
  - M. stackelbergi Mamaev 1968
- Protaxymyia Mamaev & Krivosheina 1966
  - P. melanoptera Mamaev & Krivosheina 1966
  - P. sinica Yang 1993